# Jaciment neolític de Vilanera
El Jaciment de Vilanera és un jaciment arqueològic de diverses èpoques que es troba a l'Escala (Alt Empordà), declarat Espai de protecció arqueològica en 2016.
El jaciment neolític és un jaciment prehistòric de caràcter funerari.
Es troba aproximadament a un quilòmetre del centre del nucli urbà i dos del conjunt arqueològic d'Empúries. Al costat sud d'un turó molt suau i la superfície total oscil·la entre 5000 i 6000 m².
El jaciment prehistòric és de caràcter funerari. Es tracta d'un espai amb una llarga tradició funerària on es pot trobar una important necròpolis de cremació estesa als peus del turó que correspon a l'època del Bronze Final i inicis del Ferro i tres túmuls que s'han datat al Neolític Mitjà (4.500 AC). Aquestes datacions cronològiques permeten determinar els inicis de la població al territori. És un jaciment que permet observar la introducció i el desenvolupament de les practiques funeràries ja que es passa de la inhumació a la incineració.

## Treballs realitzats
Els primers treballs arqueològics realitzats al jaciment es van donar a la primavera del 1999. Aquests treballs arqueològics van començar arran d'un projecte de construcció d'un camp de golf i 100 cases unifamiliars (1999-2000) en aquesta zona i gràcies a la necessitat d'un seguiment arqueològic (mitjançant tot un seguit de sondejos) en ser una zona protegida per estar prop d'Empúries, es van trobar aquestes restes. A partir d´aquest moment es va començar amb l'excavació del sector 3 i durant l'any 2000 es va dur a terme una campanya de 9 mesos amb un equip nombrós. Just quan es començaria amb els treballs d'excavació d'aquest túmul la pressió popular dels veïns de la zona va fer caure el projecte del camp de golf i cases unifamiliars i, per tant, es van aturar els treballs arqueològics, l'excavació de la necròpolis. Inpes entre les darreres intervencions del 2000 i els del 2016, que és quan es reprèn l'excavació. Aquest any (2016) tot aquest espai, és a dir, el turó de Vilanera es declara EPA (Espai de Protecció Arqueològica). Canvi de propietari i gràcies a això facilitats per accedir a la necròpolis i començar a excavar. Es va començar amb una campanya d'un mes i un mes i mig amb l'objectiu d'excavar el túmul i la delimitació de la necròpolis i aquesta excavació continua activa avui dia.

## Estructures
Al moment neolític s'han pogut diferenciar diverses estructures megalítiques. La primera és una estructura que compta amb una càmera envoltada per un anell de pedres. Aquest túmul, més conegut pel túmul 2, és un gran túmul que té diverses inhumacions i una estructura megalítica central. Aquest túmul 2, té una extensió total de 30m2 en total i la càmera 8,50 X 7,50m. Pel que es coneix fins avui dia, aquest túmul va tenir un ús de 600 anys d'utilització mitjançant les datacions C-14 realitzades a les restes humanes trobades. A les excavacions d´aquesta s´ha pogut trobar una peça ceràmica d´estil Montboló. Sota aquest primer túmul s'ha trobat un segon túmul. Aquest també està format amb pedres. En un nivell inferior als dos anteriors, s'ha documentat una estructura megalítica realitzada amb una gran llosa en forma de coberta. A més, tots aquests túmuls es troben molt a prop entre ells, solapats la qual cosa permet observar una reocupació de l'espai en un període relativament petit. En total, als túmuls del Neolític Mitjà s'han documentat quatre inhumacions primàries. Totes aquestes estan dipositades a les cambres corresponents en una posició fetal i amb un anell de pedres al voltant. A la necròpolis d'incineració observem tombes planes que compten amb la fossa on es diposita el got funerari amb el plat tapador que després es cobrirà amb terra.

## Altres èpoques
En posteriors campanyes es documentaren també estructures d'una vil·la i una necròpolis romana, un enterrament tardorom̀a, i també troballes significatives al Convent de Santa Maria de Vilanera i al Mas Vilanera.